# Cratere McLaughlin (Marte)
McLaughlin è un cratere sulla superficie di Marte.
Il cratere è dedicato all'astronomo statunitense Dean Benjamin McLaughlin.